# Crash Twinsanity
Crash Twinsanity, conhecido como Crash Bandicoot 5: Crash and Cortex no Yabou?!? no Japão, é um jogo eletrônico de plataforma e ação desenvolvido pela Traveller's Tales e distribuído pela Vivendi Games, e pela Sierra Entertainment nas regiões da Austrália e Europa. É compatível com os consoles PlayStation 2 e Xbox, sendo posteriormente lançada uma versão para celular. Em alguns países, como Canadá e Estados Unidos, o lançamento de ambas as versões PlayStation 2 e Xbox ocorreu no mesmo dia, 28 de setembro de 2004. Na Alemanha e no Reino Unido, essas versões foram lançadas em 8 de outubro de 2004.
O enredo, assim como nos demais jogos da série, foca-se na inimizade entre Crash Bandicoot e Doutor Neo Cortex, só que com o adicional de uma dupla de novos inimigos vindos da 10ª Dimensão, que querem tomar a ilha de Crash e Cortex. O elenco do jogo é formado por Lex Lang como Neo Cortex, Mel Winkler como Aku Aku, Alex Feranndez como Uka Uka e Fazendeiro Ernest, Michael Ensign como N. Tropy, Susan Silo como Nina Cortex e Madame Amberly, Debi Derryberry como Coco Bandicoot e Neo Cortex (criança), Dwight Schultz como Dingodile, Papu Papu e Morsa Rusty; Quinton Flynn dubla N. Gin, Victor e Moritz (os Evil Twins) e pinguins. A jogabilidade de Twinsanity é nova em relação aos jogos anteriores, mas ainda fiel a elementos clássicos da série e do gênero, como as Wumpa Fruits, por exemplo.

## Jogabilidade

Cortex ajuda Crash a avançar no jogo enquanto é usado como prancha.

Crash Twinsanity diferencia-se dos jogos anteriores da série por, ao invés de ter uma sala onde se escolhe o nível, ter uma jogabilidade free-roaming, onde o jogador pode explorar o mundo em 3D e jogar os níveis, sendo que cada um contém seis gems. As gems destrancam material secreto do jogo, como artes conceituais, cenas de storyboard e até mesmo conteúdo não visto. Twinsanity também possui um sistema de autosave em determinados pontos do jogo (como checkpoints).
Um elemento marcante neste jogo é a possibilidade de jogar com três personagens diferentes: Crash, Cortex (ou os dois ao mesmo tempo) e Nina (que é introduzida à série). Enquanto a jogabilidade apenas com Cortex se concentra no uso de seu atirador a laser, com Nina o jogador pode rodar, como Crash, e fazer uso de seu braço biônico, para atacar inimigos que estejam um pouco distantes, bem como para poder chegar a cantos distantes. Quando Crash e Cortex trabalham juntos, Crash pode usar o cientista para aumentar o alcance dos seus rodopios clássicos, quebrar determinadas áreas do jogo, enquanto usa a cabeça de Cortex como um martelo, arremessá-lo para cantos distantes, de modo que ele poderá auxiliar o jogador a avançar no jogo, através do uso de seu atirador a laser; e usá-lo como um skateboard para prosseguir em determinadas áreas. Em certos momentos, Crash também tem que tirar os obstáculos do caminho de Cortex, que está fugindo de algo, e pegando um caminho diferente do jogador.
No entanto, alguns elementos foram mantidos, como as caixas (crates) de itens, as TNT crates (caixas explosivas) e as clássicas Nitro crates, que causam a morte instantânea do jogador; e as frutas Wumpa, que é o elemento mais característico da série e, nesse jogo também, podem dar uma vida extra ao jogador, caso colete 100 delas. E, no jogo, a resistência do personagem é baixa, pois ao ser atingido duas vezes, ele morre, exceto quando obtém caixas de power up. Ao longo do jogo, Twinsanity também avança no estilo clássico de plataforma (plataformas paradas, que caem ao serem tocadas, ou que se mexem), com partes no jogo onde o jogador tem que desviar de lasers enquanto segue plataformas e também tem que prestar atenção a plataformas que aparecem e desaparecem.

## Enredo
Três anos após seu antecessor, Cortex e Uka-Uka estão presos em um bloco de gelo, que flutua em direção a uma ilha tropical. Nessa ilha, o vilão, buscando vingança contra Crash, captura sua irmã e se faz passar por ela. Parcialmente disfarçado de Coco, ele consegue levar Crash a uma armadilha, onde vários inimigos do protagonista reaparecem, além de Polar, que aparentemente está cansado de ser guiado pelo Crash, mas acaba sendo derrotado, e logo em seguida, ele e Crash caem num buraco. Totalmente descontrolado e nervoso com a derrota, Cortex ataca Crash e os dois começam uma briga corpo-a-corpo, em um lugar subterrâneo da ilha. Após escapar da área, ambos conhecem os vilões do jogo, autodenominados Evil Twins, que querem tomar a ilha para si, e "roubam" o cérebro de Cortex. Então, ele e Crash se unem para derrotar a dupla de vilões de um local conhecido como a 10ª Dimensão. Após o encontro (não houve luta), Crash e Cortex acabam indo a uma parte da ilha dominada por Papu-Papu e seus capangas, que capturam Cortex e planejam usá-lo em algum tipo de ritual da tribo. Após Crash salvá-lo e Cortex usar seu dispositivo de Teletransporte, os capangas de Papu-Papu correm atrás de Crash. Após despistá-los, Crash reencontra Cortex e os dois encontram uma estátua, logo depois os Twins aparecem, dando vida a estátua e a ordenando para matar Cortex e Crash, voltando para sua dimensão logo em seguida. Depois de Crash derrotá-la, Cortex o convence de sair da ilha e ir ao seu laboratório, para planejar um plano para deter os Twins, localizado em um iceberg. Crash então pega seu barco e segue o doutor.
Já no iceberg, Cortex tenta usar o seu controle para usá-lo nas plataformas, mas falha, ele então fala a Crash para segui-lo pois conhece outro caminho para chegar ao laboratório, porém muito mais demorado. Depois de um tempo, eles encontram Uka Uka, que os ataca em uma forma de gigante de gelo. Depois de Crash e Cortex derrotarem-no, Aku Aku convence Uka Uka a se juntar a Crash e Cortex. As duas máscaras então vão a décima dimensão para deter os Evil Twins, sem sucesso. Chegando ao laboratório de Cortex, Crash e o doutor encontram Coco, que ataca Cortex que acidentalmente aciona um dispositivo que petrifica Coco. Após essa confusão, Cortex vai a um lugar desconhecido do iceberg para pensar em uma solução, mas Crash o usa como prancha e desce ladeira abaixo, fazendo uma enorme bola de gelo e por acidente destruindo a casa de Dingodile. Depois disso, Cortex volta ao laboratório e Crash encontra o navio de N.Gin; após explorá-lo, Crash encontra Nefasto Gin, que o ataca, mas acaba destruindo a plataforma e ele e Crash caem. Crash então encontra a Morsa Rusty, que o confunde com a carne que ia cozinhar e persegue Crash, porém fica preso em uma porta. Crash então chega em um lugar cheio de TNTs e logo depois N.Gin reaparece, acidentalmente acionando os explosivos e lançando Crash a uma distância muito grande. Crash cai em uma pequena plataforma de gelo onde estão Nefarious Tropy e Nitrus Brio, o segundo aparece tomando uma substância, cai na água e aparece segundos depois em forma de monstro gigante. Após derrotar Tropy, Crash é novamente lançado (agora por Brio) e cai exatamente onde parou seu barco, assim, ele volta ao laboratório e encontra Cortex, que por sua vez fala que precisa ir à Academia do Mal para investigar seu passado.
Chegando no hall de entrada da Academia, Crash e Cortex exploram o lugar e entram nos esgotos da Academia, onde encontram Dingodile; esse os ataca, sem sucesso, um elevador os leva de volta à entrada da Academia. Enquanto isso, eles encontram outros inimigos de Crash, encontram a sobrinha de Cortex, Nina, e descobrem mais sobre o passado do doutor. O doutor do mal revê, acidentalmente, sua 'ex-professora de maldades', Madame Amberly e, em seguida, se lembra da verdade em relação aos Evil Twins: Quando ele (Cortex) tinha 8 anos, dois periquitos, Victor e Moritz, foram usados em um de seus experimentos, que resultou na transferência deles para outra dimensão, onde viveram desde então. Já que tinha encontrado as respostas, Cortex volta ao seu laboratório e consegue localizar uma ilha onde, supostamente, os Evil Twins estão escondidos.
Chegando nesta ilha, Crash novamente usa Cortex como prancha para perseguir uma criatura desconhecida por eles até então, Evil Crash, um Crash da décima dimensão, trazido pelos Twins, que estava usando Nina como prancha. Assim eles chegam na suposta casa dessa criatura; logo depois, Evil Crash aparece e persegue Cortex, com Crash tendo que "liberar" o caminho para que o doutor passe. Após despistar Evil Crash, Nina, Cortex e Crash chegam no esconderijo dos Twins, que possui inúmeros robôs, monstros e enormes portas de segurança. Chegando no final, os Twins aparecem em definitivo, Cortex os manda para ir devolta a sua gaiola, porém eles transformaram a gaiola em um robô gigante e ameaçam o trio. No entanto, durante o confronto final contra os Evil Twins, o robô deles (Evil Twins) é derrotado e eles acabam fugindo da luta, mas são devorados pelo Evil Crash. Após a derrota deles, Cortex tenta se livrar de Crash, mas acaba entrando no cérebro dele, onde fica preso.

## Desenvolvimento

Arte conceitual do design original de Nina Cortex

Crash Twinsanity foi desenvolvido pela Traveller's Tales de Oxford e foi distribuído através da Vivendi Games e a Sierra Entertainment (apenas Europa e Austrália). O jogo, antes de se chamar Twinsanity, tinha várias possibilidades para o nome, dentre elas havia Crash Bandicoot: Unlimited (que era o nome original, mas se manteve como o nome da versão demo na região PAL), Fully-fluxed e até Twinsane. A escolha do nome final se deu quando a Vivendi determinou que o nome do jogo seria escolhido no prazo de uma hora, na qual se teve a decisão por Twinsanity, faltando apenas cinco minutos para o tempo acabar. Além disso, o jogo Crash Bandicoot Evolution, que foi cancelado, serviu de base para Twinsanity, já que muitos personagens foram mantidos, mas como a Insomniac Games já teve a ideia de um jogo com o mesmo enredo de Evolution, a equipe de produção decidiu recomeçar o projeto, para que o jogo não parecesse uma cópia. Alguns personagens apareceram no jogo por determinados motivos: Crunch não estava incluído em Twinsanity, mas acabou aparecendo no jogo porque era um personagem que os fãs gostavam muito; Nina era outra personagem que não apareceria, pois estava planejado que ela estrearia em um jogo de corrida, mas acabou sendo inclusa porque a equipe de produção gostou dela e fez o modelo original em um fim de semana, só que a versão usada no jogo foi um remodelamento da anterior.
Vários conteúdos também foram removidos, como o nível Gone a Bit Coco, que foi removido porque a equipe de produção quis "garantir que isso [o jogo] seria completado e se jogaria sem que houvesse falhas", evitando excesso de conteúdo. Outros conteúdos, como os personagens Fake Crash e uma versão boa de Neo Cortex, acabaram não sendo inclusos, mas apareceram em algumas imagens extras. A possibilidade de Crash dar socos foi uma ideia que apareceu na versão demo do jogo (que ainda acompanha certas revistas de tecnologia), mas foi descartada na final, porque o movimento poderia até mesmo "destruir cenários do jogo". Lex Lang, que fez a voz de Neo Cortex, disse que "quando se acaba [a gravação da voz], sinto como se tivesse participado de uma maratona", e que o diretor de gravação dava-lhe a liberdade de improviso para atuar. Em uma entrevista ao Eurogamer, Paul Gardner explicou que o motivo de tornar Neo Cortex um coadjuvante no jogo, ao invés de outro personagem jogável, foi um possível conflito entre o jogador e ele mesmo, já que Cortex era um antagonista e seria um protagonista ao mesmo tempo. Na entrevista, Paul e Daniel Tonkin (ambos eram representantes da Traveller's Tales) disseram que seria bom experimentar uma extensão de Crash Bandicoot aos consoles portáteis, com base no sucesso do funcionamento em 2D do Gameboy Advance.
A composição musical de Crash Twinsanity foi feita pelo grupo de estilo Acapella, Spiralmouth. E, em 2004, a Vivendi Games lançou um álbum chamado Crash Twinsanity Original Videogame Soundtrack, que contém todas as músicas do jogo.

### Possível continuação
Numa entrevista após o lançamento do jogo, um dos membros da equipe de produção disse não saber "se a Traveller's Tales irá fazer outro jogo de Crash; isso está nas mãos capazes da Radical. Quem sabe o que acontecerá no futuro (exceto N. Tropy)?", e que "Naughty Dog e os fãs são as duas coisas que nos motivaram a criar Twinsanity". Daniel Tonkin também disse, na entrevista ao Eurogamer, em 2004, que, apesar de não ter nada oficial sobre a Vivendi fazer outro jogo de Crash Bandicoot, caso uma oportunidade de fazer mais um jogo apareça, a equipe de desenvolvimento estará "mais do que feliz em fazer outro jogo". Uma sequência a Twinsanity chamada Cortex Chaos ou The All-New Cortex Show foi inicialmente planejada pelos produtores, que esperavam lançar o jogo caso a Universal autorizasse a Traveller's Tales de Oxford, mas a ideia foi deixada de lado. Crash Twinsanity 2 foi considerado uma sequência de acordo com Keith Webb. A trama teria centrado em torno de Crash sendo sugado em vários programas de TV por uma invenção criada por Cortex. Kieth Webb afirmou também algumas ideias para os níveis; um nível ocidental, um desenho animado em preto e branco, um programa de drama hospitalar que teria inimigos segurando agulhas e Crash iria andar pelos corredores do hospital em uma Fruta Wumpa. Ele também mencionou a existência de um nível com Rusty Walrus hospedando um programa de culinária, terminando no mesmo resultado que no último encontro de Crash com ele com Rusty perseguindo-o. De acordo com uma entrevista com Kieth Webb, se a série Go! Go! Kopoloko é bem sucedida o suficiente, ele vai comprar os direitos para fazer este jogo e Cortex Chaos sendo que essa sequencia sem título teria mais de 25 níveis. A ideia de Crash indo em diferentes programas de TV é muito semelhante ao game The Fairly OddParents: Channel Chasers. Logo depois de Crash Twinsanity, a empresa Krome Studios, conhecida por seu trabalho na série Ty The Tasmanian Tiger e os dois primeiros títulos da trilogia The Legend of Spyro, começou a trabalhar em um título da série Crash Bandicoot para a Vivendi Universal. O projeto não foi muito longe e, em vez disso, a Krome Studios passou a produzir The Legend of Spyro: A New Beginning e sua sequência. Existem artes conceituais para o jogo, mas não podem ser mostradas por razões legais.

## Lançamento
Crash Twinsanity foi apresentado junto com outros títulos da VU Games na feira de jogos para consumidores Game Stars Live, realizada no ExCeL London de 1 a 5 de setembro de 2004. O estande da VU Games tinha um "Challenge Corner" onde os participantes competiam por prêmios baseados em Crash e Spyro. O jogo foi lançado em 7 de setembro de 2004, e foi lançado na América do Norte em 28 de setembro de 2004, na Europa em 8 de outubro de 2004, e na Austrália em 28 de outubro de 2004. Uma versão para o GameCube foi anunciada, mas foi cancelada por motivos não revelados; a IGN especulou que o cancelamento da versão se deveu ao desempenho financeiro decepcionante de outros títulos da VU Games no sistema. No Reino Unido, Crash Twinsanity estreou em 25.º lugar nas paradas de vendas, e permaneceu entre os 40 mais vendidos na temporada de Natal de 2004.
Um jogo para celular baseado em Crash Twinsanity foi desenvolvido pela VU Games, publicado pela I-play e lançado em 6 de novembro de 2004. A versão para celular consiste em seis níveis baseados nos estágios "Doc Amok" da versão para console. Outro jogo para celular, intitulado Crash Twinsanity 3D, foi publicado pela Vivendi Games Mobile e Wonderphone e desenvolvido pela Kuju Entertainment para uma seleção exclusiva de aparelhos 3G habilitados para Java que acompanharam o lançamento comercial do Vodafone live! em dezembro de 2004, incluindo o Motorola E1000, V980 e C980, o Nokia 6630, o Sony Ericsson V800, o Sharp 802 SH e 902 SH, e o Toshiba V902T. Nessa versão, o jogador controla Crash Bandicoot, que deve correr por uma estrada tridimensional e desviar de obstáculos, derrotar inimigos e coletar itens no caminho. Em 2007, a versão para PlayStation 2 de Crash Twinsanity foi relançada na compilação de três discos Crash Bandicoot Action Pack, juntamente com Crash Nitro Kart e Crash Tag Team Racing.

## Recepção
Crash Twinsanity teve, ao todo, 790 mil unidades vendidas globalmente, sendo 640 mil delas para PlayStation 2 e as outras 150 mil para Xbox. Para ambas as plataformas, o maior número de vendas ocorreu na América do Norte (49% para PS2; 74,9% para Xbox). Em termos de avaliações, o jogo recebeu notas pouco variadas. O IGN deu nota 7,7 para ambas as versões Xbox e PlayStation, e disse que "[a] distribuidora Vivendi Universal e a desenvolvedora Traveller's Tales incluiram tanto humor e bom gosto, que você vai rir muito, e alto. Você vai procurar vencer cada chefe, não porque estará muito perto de completar o jogo, mas sim para presenciar alguns dos melhores diálogos durante o jogo, e a dublagem mais engraçada nos arredores", depois concluiu dizendo que "[o] jogo não é mais 'a garota mais feia da escola', e tem personalidade. E isso tem um longo caminho". Para a versão de celular, o mesmo site deu nota 7,3, e concluiu a avaliação dizendo "nos desculpe por relatar, mas Twinsanity, seriamente, tem áudio faltando. Só um jingle curto no começo, mas depois vira um 'silêncio de rádio'".
O GameSpot deu notas 7,3 e 7,4 para as versões PlayStation e Xbox, respectivamente, e disse que "[a] constante troca entre diferentes personagens e diferentes estilos de jogabilidade mantém as coisas 'frescas' e interessantes ao longo do jogo". Para a versão celular, foi dada a nota 7,1 pelo mesmo site, que afirmou que "Crash Twisnanity é um puro jogo de plataforma com uma única, e considerável, inovação", mas também criticou a falta de sons nessa versão, assim como falhas em alguns comandos, como o de pular. O 1UP avaliou somente as versões PS2 e Xbox. Na primeira, o portal deu nota C+ e disse que "a trilha sonora do jogo vai virar o estômago de qualquer um que tiver acima de oito anos" e concluiu, dizendo que "no final, Twinsanity é uma BELEZA". Para a versão Xbox, foi dada nota B, com o crítico Andrew Wooldridge dizendo que "se você gosta de um jogo de plataforma desafiador e divertido (ou tiver crianças mais novas pedindo um jogo para o Natal), Crash Twinsanity é uma escolha muito boa".
O site Eurogamer só fez avaliação da versão para PlayStation 2, na qual deu nota 7, e disse que "considerando tudo, Twinsanity marca uma melhoria definitiva em relação ao último lançamento". O Game Revolution deu nota C+ para ambas as versões PlayStation 2 e Xbox, e o avaliou como "um jogo decente que oferta algumas inovações para a sua fórmula original, mas, no geral, faz muito pouco para quebrar o molde de seus antecessores". O site GameStats deu nota média de 7 para a versão PS2, com base em 28 avaliações diferentes; e nota média de 6,9 para a versão Xbox, com base em outras 28 avaliações. Metacritic, outro agregador, deu nota 6,4 para a versão PlayStation, baseada em 30 avaliações diferentes, e 6,6 para a versão Xbox, baseada em outras 38 avaliações.